# Літні Паралімпійські ігри 1984
Літні Паралімпійські ігри 1984 пройшли в два етапи. Перший етап пройшов у місті Нью-Йорк (США), другий  — в місті Сток-Мандевіль (Велика Британія). На змагання загалом приїхало 2900 спортсменів, які розіграли близько 600 комплектів нагород. Проведення змагань в різних країнах було обумовлено фінансовими труднощами та суперечностями між спортивними федераціями інвалідів.
Ці ігри офіційно називалися «Міжнародні ігри для інвалідів».

## Підсумковий медальний залік
Фінальний залік 10 перших команд:
| Загальна кількість медалей |                 |        |        |        |        |
| №                          | Країна          | Золото | срібло | Бронза | Всього |
| 1                          | США             | 101    | 91     | 84     | 276    |
| 2                          | Велика Британія | 75     | 80     | 85     | 240    |
| 3                          | Швеція          | 51     | 30     | 22     | 103    |
| 4                          | Канада          | 48     | 52     | 49     | 149    |
| 5                          | ФРН             | 44     | 42     | 49     | 149    |
| 6                          | Нідерланди      | 44     | 40     | 17     | 101    |
| 7                          | Франція         | 37     | 39     | 23     | 99     |
| 8                          | Австралія       | 29     | 38     | 26     | 93     |
| 9                          | Норвегія        | 22     | 24     | 20     | 66     |
| 10                         | Данія           | 22     | 6      | 11     | 39     |

## Види спорту
- Стрільба з лука
- Легка атлетика
- Боче
- Велоспорт
- Кінний спорт
- Футбол 7-на-7
- Дартс
- Голбол
- Lawn Bowls
- Пауерліфтинг
- Кульова стрільба
- Снукер
- Плавання
- Волейбол
- Настільний теніс
- Важка атлетика
- Баскетбол серед спортсменів-колясочників
- Фехтування серед спортсменів-колясочників
- Боротьба

## Цікаві факти
- Єдині літні Паралімпійські ігри, що проводилися у двох країнах.
- Останні літні Паралімпійські ігри, що пройшли не в столиці відповідних літніх Олімпійських ігор.